# Biblioteca Pública de Minneapolis

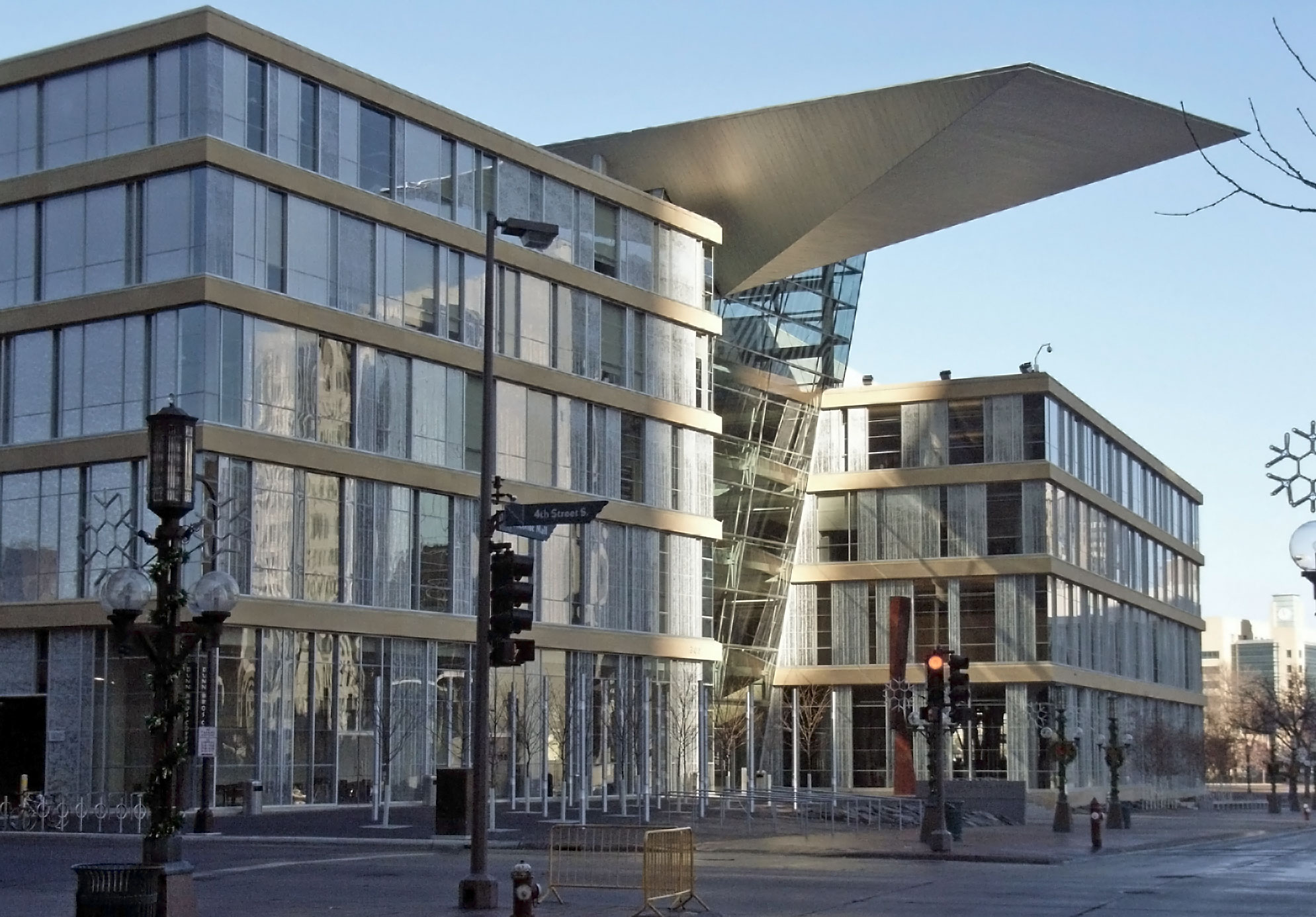
La biblioteca central de la Biblioteca del Condado de Hennepin, anteriormente la biblioteca central de la Biblioteca Pública de Minneapolis

La Biblioteca Pública de Minneapolis (Minneapolis Public Library, MPL) era la biblioteca pública de la ciudad de Mineápolis, la más poblada del estado de Minnesota (Estados Unidos). Tenía su sede en el biblioteca central. En el primero de enero de 2008, MPL y la Biblioteca del Condado de Hennepin se combinaron.